# MetaWeblog
MetaWeblog API - прикладний програмний інтерфейс створений Дейвом Вінером який дозволяє створювати, редагувати та видаляти публікації блогу за допомогою вебсервісів.
API реалізоване як XML-RPC вебсервіс, з методами, імена яких вичерпно описують їх функції: 
```
metaWeblog.newPost()
metaWeblog.getPost()
metaWeblog.editPost()
metaWeblog.getCategories()
metaWeblog.getRecentPosts()
metaWeblog.newMediaObject()
```

Ці методи приймають аргументи які задають логін та пароль автора блогу, та пов'язану з вмістом публікації.
Поштовхом до створення цього API в 2002 були обмеження API платформи Blogger, які виконували таку ж функцію. Інший стандарт публікацій в блог - Atom Publishing Protocol став інтернет стандартом IETF (RFC 5023) в жовтні 2007.
Багато блогоплатформ та систем керування вмістом підтримують MetaWeblog API, зокрема WordPress, Drupal, Movable Type та інші. 